# Broxton (Géorgie)
Pour les articles homonymes, voir Broxton.
Broxton est une ville américaine située dans le comté de Coffee, en Géorgie. Selon le recensement de 2020, sa population est de 1 060 habitants.